# Hypomecis roboraria
Hypomecis roboraria là một loài bướm đêm thuộc họ Geometridae. Loài này được tìm thấy ở châu Âu.

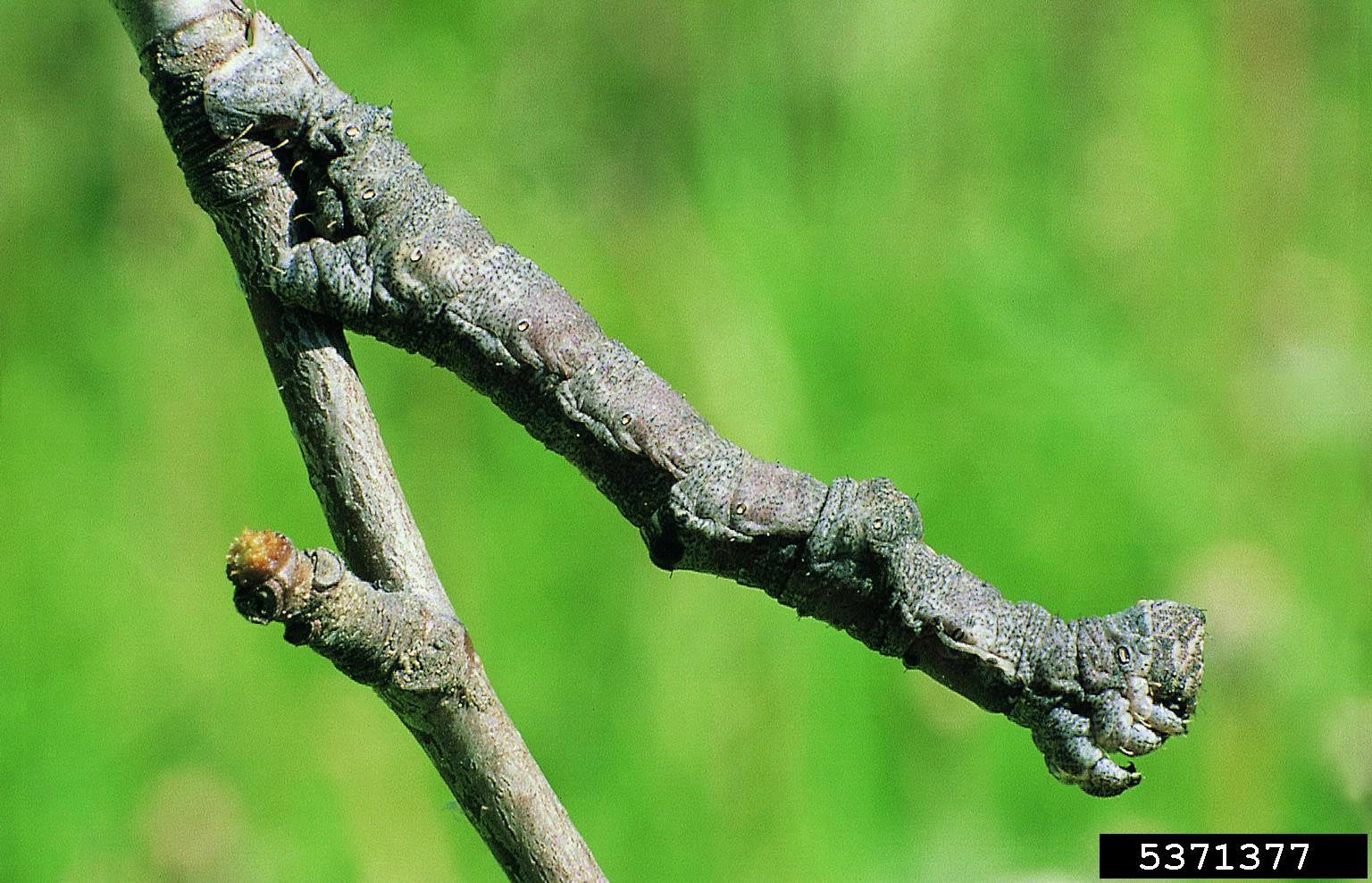
Sâu bướm

Sải cánh dài 40–50 mm. Con trưởng thành bay từ tháng 5 đến tháng 8. .
Sâu bướm ăn các loài sồi.

## Hình ảnh

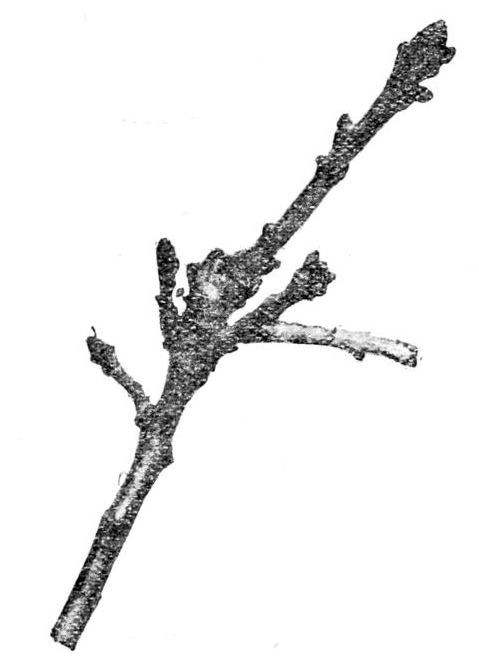
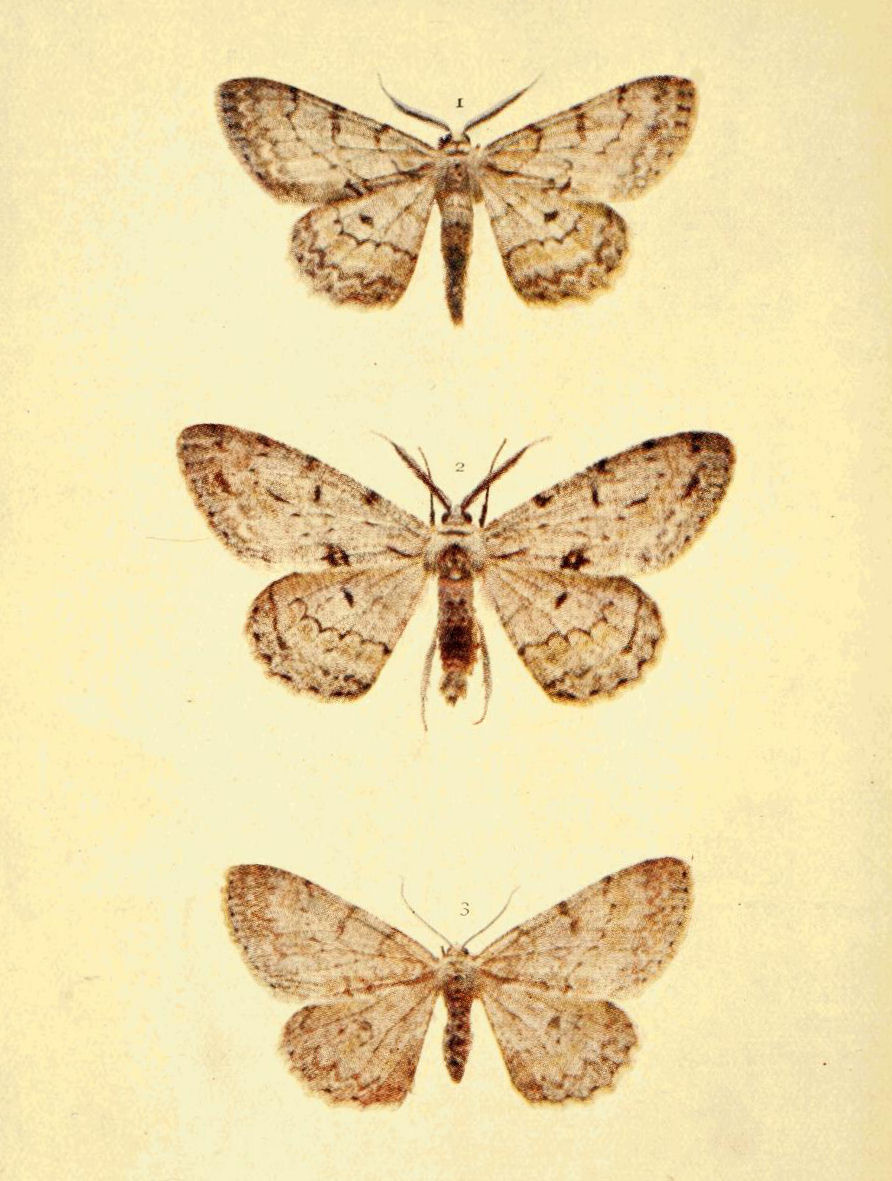